# Castiarina aglaia
Castiarina aglaia es una especie de escarabajo del género Castiarina, familia Buprestidae. Fue descrita científicamente por Barker en 1987.